# Важкі крейсери класу «Дойчланд»
Важкі крейсери класу «Дойчлянд» — клас важких крейсерів Крігсмаріне періоду Другої світової війни. У 1930-х роках було побудовано три важкі крейсери даного класу:
- «Deutschland» («Дойчлянд»)
- «Admiral Scheer» («Адмірал Шеер»)
- «Admiral Graf Spee» («Адмірал Граф Шпее»)

Через обмеження Версальського договору на час розробки проєкту і закладення у Рейхсмаріне належали до типу «панцирний корабель» (нім. Panzerschiff). Лише 15 лютого 1940 були віднесені до типу важкі крейсери. В Англії їх назвали «кишеньковими лінкорами» (англ. pocket battleships, нім. Westentaschen-Schlachtschiffe) через розміри і потужну артилерію, що переважала старі панцерники і нові важкі крейсери. У Франції у відповідь заклали доволі дорогі лінкори класу «Дюнкерк».

## Історія
Згідно накладених обмежень Райхсфльотте могла зберігати 8 застарілих лінкорів, закладених до 1906/08 років. З них 6 були списані до 1931/34 років.. Німеччина могла будувати нові панцерні кораблі стандартною тоннажністю до 10.000 т, що за Вашингтонським договором 1922 відповідало важким крейсерам (лінкори до 35.000 т). Згідно з ескізними проєктами при такому тоннажі можна було створити корабель з 6×280 мм гарматами у двох баштах, швидкістю 28 вузлів (kn), захистом борту 80 мм панцерними плитами, палуби 30-45 мм. Згідно обмежень договору важкі крейсери інших країн могли нести озброєння не більше 203 мм.
За поданням командуючого флотом Ганса Ценкера 30 березня 1928 Райхстаг виділив 9,3 млн. райхсмарок попри опір фракцій СДП і КПН.

### Конструкція

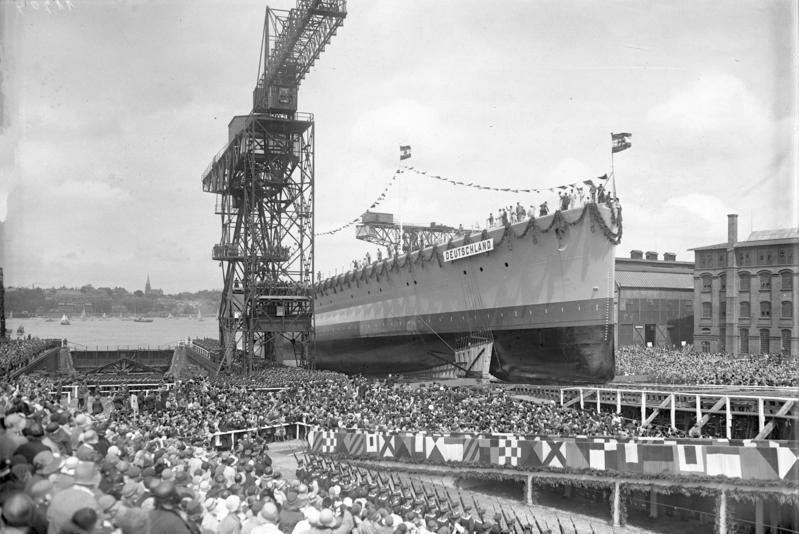
Спуск «Deutschland» на воду

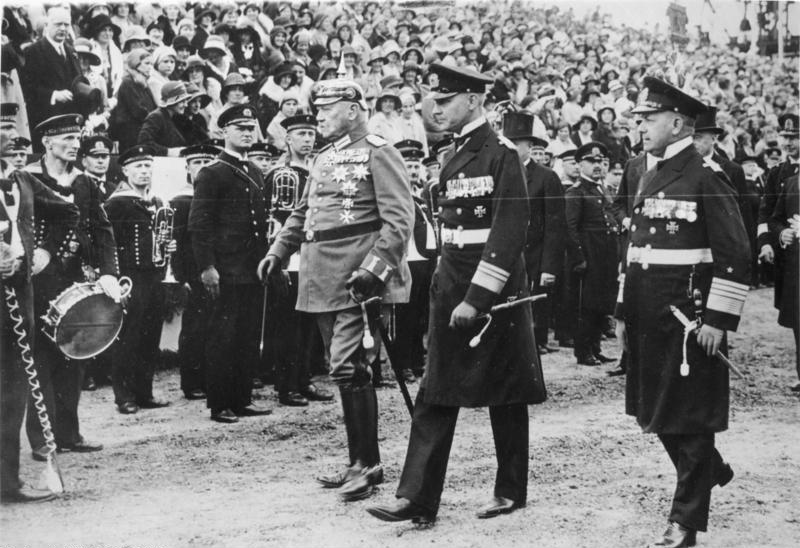
Президент Гінденбург на урочистому спуску на воду «Дойчлянд»

На початку 1920-х років у Німеччині розглядали два основні варіанти нових кораблів — гарно озброєні, захищені, але з малою автономністю плавання, поганими морехідними властивостями (панцерники берегової охорони), чи корабель типу «вашингтонського важкого крейсера». Та командування флоту не бажало будувати жодного з даних варіантів, що не могли переважати кораблів потенційних ворогів. Адмірал Ценкер запропонував закласти кораблі, які могли б завдяки швидкості уникати бою з ворожими лінкорами і переважати за озброєнням ворожі важкі крейсери.
Перший проєкт 1926 був доволі вдалим, але відхилили через тоннажість більшу за 10.000 т. При переробці проєкту зменшили товщину панцерного поясу, змінили форму корпусу, озброєння. Кошти на змінений проєкт і були затверджені 1928 р. Корабель не потрапляв у звичні типи кораблів «крейсер» чи «лінкор», що викликало певні суперечки в Британії, Франції про його призначення, сходячись на тому, що кораблі даного класу можуть вплинути на тактику війни на морі.
Для полегшення корпусу застосували зварювання листів, перекриття яких у місцях зварювання посилювало корпус, та панцирні листи були елементами конструкції. Нова конструкція башт дозволила перезаряджати гармати у будь-якому положенні ствола, без повернення у «нульове положення», що збільшило їхню швидкострільність.

### Енергетична установка

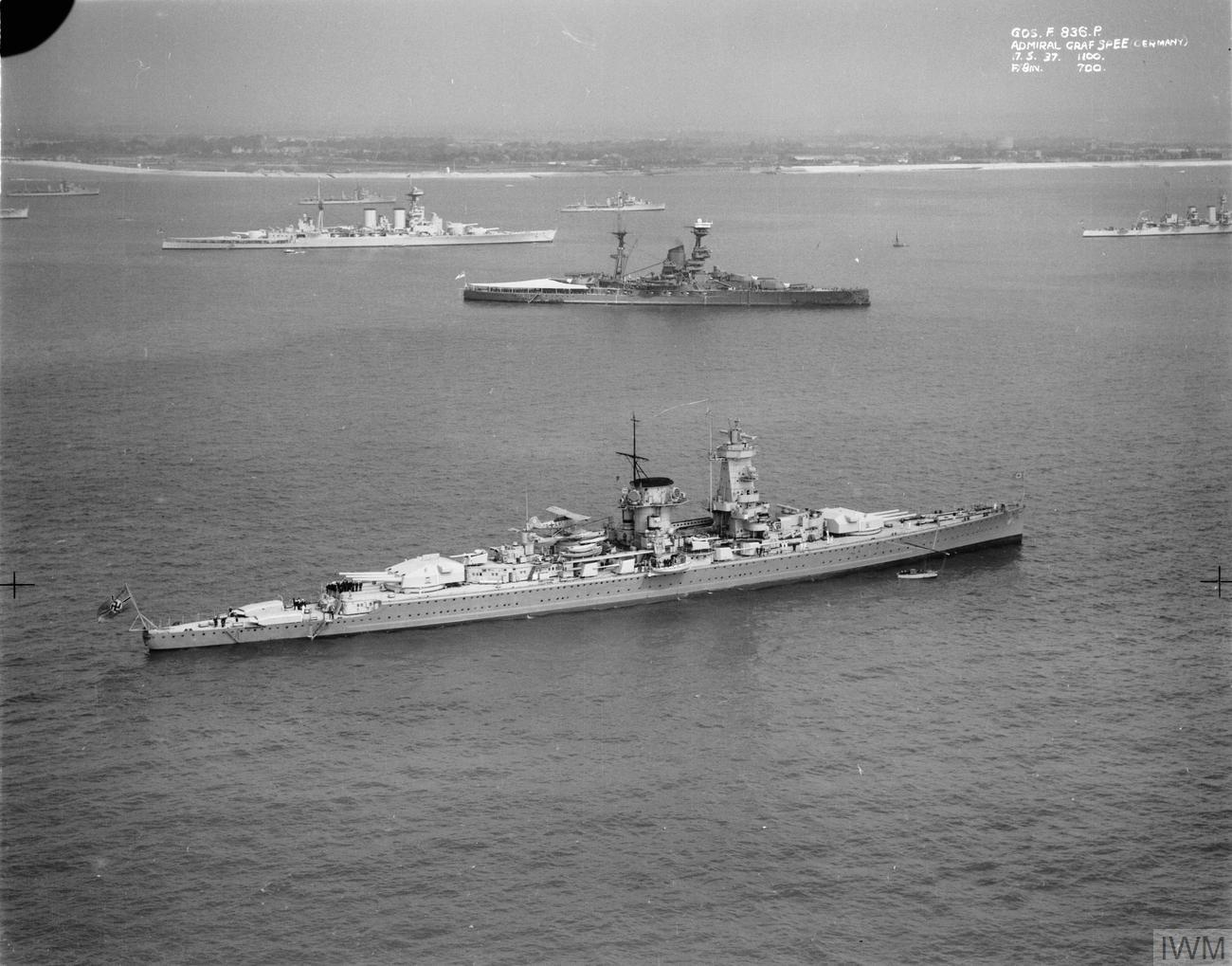
«Адмірал фон Шпее» в Англії з нагоди коронації Георга VI. 1937

Головна особливість крейсерів «Deutschland» була схована у корпусі. Замість паротурбінних установок на них встановили дизелі, що дозволило при випробуваннях отримати небачену автономність плавання в 16.300 миль при швидкості 18,6 вузла (проєктну 20.000 миль перевершили лише кораблі з ядерними реакторами). При швидкості 26 вузлів вони могли пройти 7900 миль, — більше ніж ворожі крейсери при 13-15 вузлах. При максимальній швидкості 28,0-28,3 вузла з ними могли суперничати лише британські крейсери «HMS Hood», «HMS Renown», «HMS Repulse», французькі «Дюнкерк», а решта сильно поступалась в озброєнні, захисті. Для досягнення максимальної швидкості дизелям необхідно було лише кілька хвилин, а не десятків хвилин, як при паротурбінних установках. Єдиними недоліками були сильний шум і вібрація при ході на максимальній потужності. При першому океанському рейсі «Дойчлянд» за 161 день без зупинок пройшов 46.419 миль без потреби ремонту.

### Захист
Кораблі класу «Дойчлянд» мали індивідуальні та унікальні систему захисту, що не застосовувалась на крейсерах інших флотів. 60-мм панцерний пояс під кутом 12°(13,5°), 30-45 мм панцерну палубу, внутрішні панцерні 40-45 мм переборки, 140 мм рубки управління, башти, протиосколкове постів далекомірів, що мали захистити від обстрілу 120—152 мм гармат. В «Admiral Scheer» збільшили площу захисту борту, корми, барбетів, нижньої частини перегородок, при зменшенні товщини захисту палуби.
«Адмірал Шеєр» отримав посилений захист з більшою площею захисту бортів при меншій товщині бортів і палуби. При цьому покращився захист нижньої частини з більш товстим захистом переборок.
Захист «Admiral Graf Spee» нагадував перший корабель серії при вужчому, але товщому (100 мм) захисті борту. Разом з внутрішніми переборками він у певних випадках міг витримати попадання 203 мм набоїв. Була збільшена площа захисту палуби, досягаючи біля башт 70 мм. Вага панцирного захисту становила 3000 т — 24 % тоннажності.

### Системи управління артилерією
Основна система управління артилерією головного калібру складалась з трьох постів управління з двома 10,5 м далекомірами і одним 6 м. Дані з них поступали до двох командних пунктів, обладнаних приладами обчислення.
Кожна з башт мала свій 10,5 м далекомір для самостійної стрільби. Окремі 4 м далекоміри мала 150 мм артилерія, важкі зенітні установки. Для зенітної артилерії використовували два стабілізовані директори.
На «Дойчлянд» 1937 встановили перший радар FuMG-39, замінений за два роки на FuMo-22 на усіх кораблях серії. Зенітні автомати малого калібру наводились самостійно обслугою.

### Артилерія
Гармати головного калібру SK C/28 не мали аналогів у інших флотах. При довжині дула 52,35 калібру при початковій швидкості набою 910 м/сек дальність стрільби при куті 40° сягала 36 475 м. При куті 2° швидкострільність сягала 3 постріли за хв. Застосовували набої трьох типів. 150 мм гармати стріляли набоями вагою 45,3 кг з початковою швидкістю 875 м/с з швидкострільністю до 10 п/хв. Недоліками озброєння даного класу називали обмежену кількість 150 мм допоміжних гармат і 88 мм зенітних замість більшої кількості універсальних 120—127 мм гармат, що посилило б захист проти ворожих легких кораблів і літаків.

## Кораблі класу

### «Deutschland»

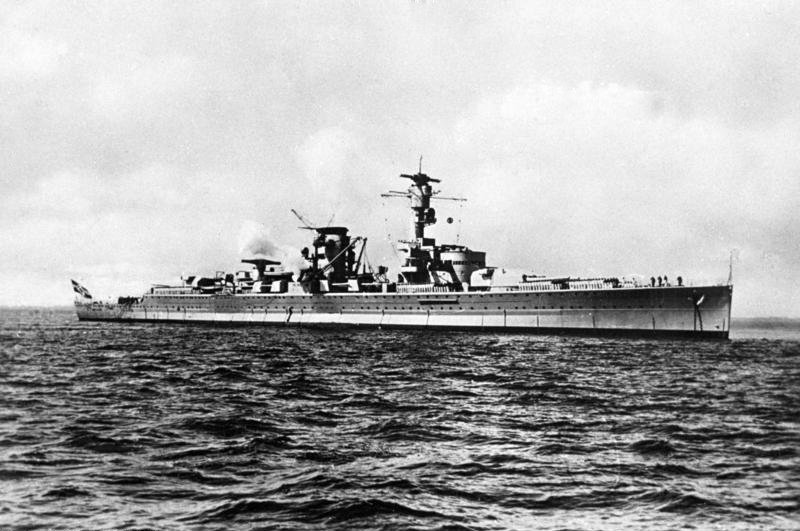
«Deutschland». 1936

На час прийняття до флоту 1 квітня 1933 «Deutschland» був найпотужнішим, найсучаснішим кораблем Райхсмаріне і у квітні 1934 з пропагандистською метою його відвідав Адольф Гітлер. Його використовували для візитів до іноземних портів. Використовувався у час громадянської війни в Іспанії, де у травні 1937 його пошкодила авіація республіканців.
Після початку війни через можливість негативного пропагандистського ефекту у разі пошкодження чи затоплення йому присвоїли назву «Lützow» від недобудованого важкого крейсера класу Admiral Hipper, проданого до СРСР.
Двічі зазнавав пошкоджень від торпед, переважну частину часу знаходився на ремонті чи у Норвегії. З кінця 1944 використовувався для підтримки наземних сил у Східній Пруссії. У квітні 1945 отримав важкі пошкодження при бомбардуванні Avro Lancaster. Збережену артилерію використовували для обстрілу наземних цілей. 4 травня підірваний власним екіпажем. Крейсер піднятий до липня 1947 р. і включений до складу Балтійського флоту СРСР. Однак через пошкодження його визнали непридатним для використання і 20 липня вивели в море і потопили на глибині 110 м.

### «Admiral Scheer»

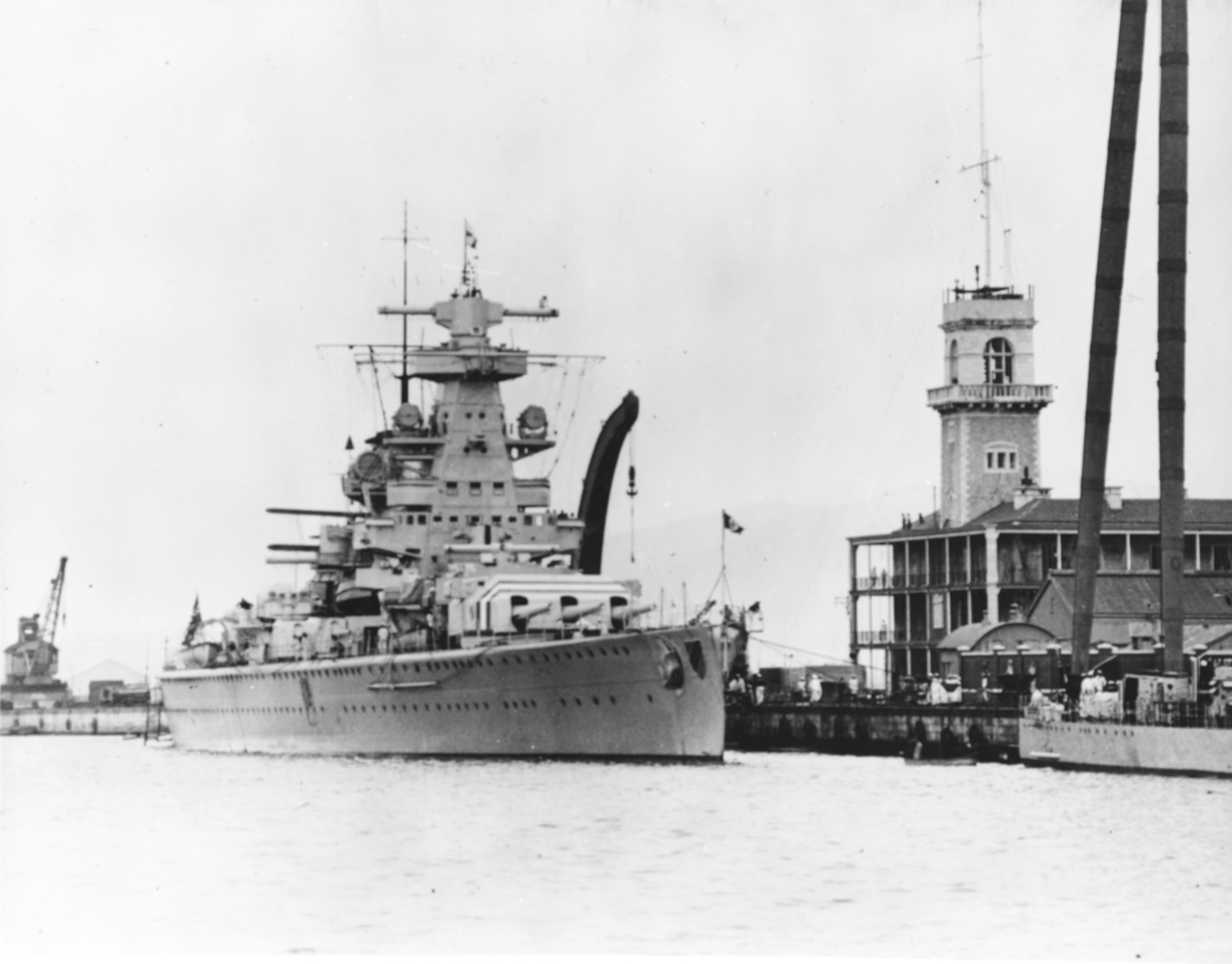
«Admiral Scheer». Гібралтар. 1936

Другий корабель серії у листопаді 1934 зачислили до складу флоту. Використовувався у час громадянської війни в Іспанії, де обстрілював базу республіканського флоту. Був перебудований і видовжений взимку 1939/40 рр. У лютому 1940 перекваліфікований на важкий крейсер. До квітня 1941 здійснив рейд по Атлантичному і Індійському океанах. У листопаді 1940 у північній Атлантиці атакував конвой HX-84, потопивши 5 транспортів, 1 крейсер, потім у грудні 1940 перейшов до південної Атлантики, у лютому 1941 пройшов Індійський океан до Сейшел. 1 квітня повернувся у Кіль, пройшовши за 155 днів 46.000 миль і потопивши 17 кораблів тоннажністю 113.000 брт.
У 1942 з Норвегії брав участь у операції «Вундерланд». У 1943 застосовувався на Балтиці. 9 квітня 1945 був затоплений бомбардувальниками у гавані Кіля. Після часткового демонтажу решки корпусу засипали піском, будівельним сміттям з розбомбленого міста. На насипі заклали Музей німецького флоту.

### «Admiral Graf Spee»

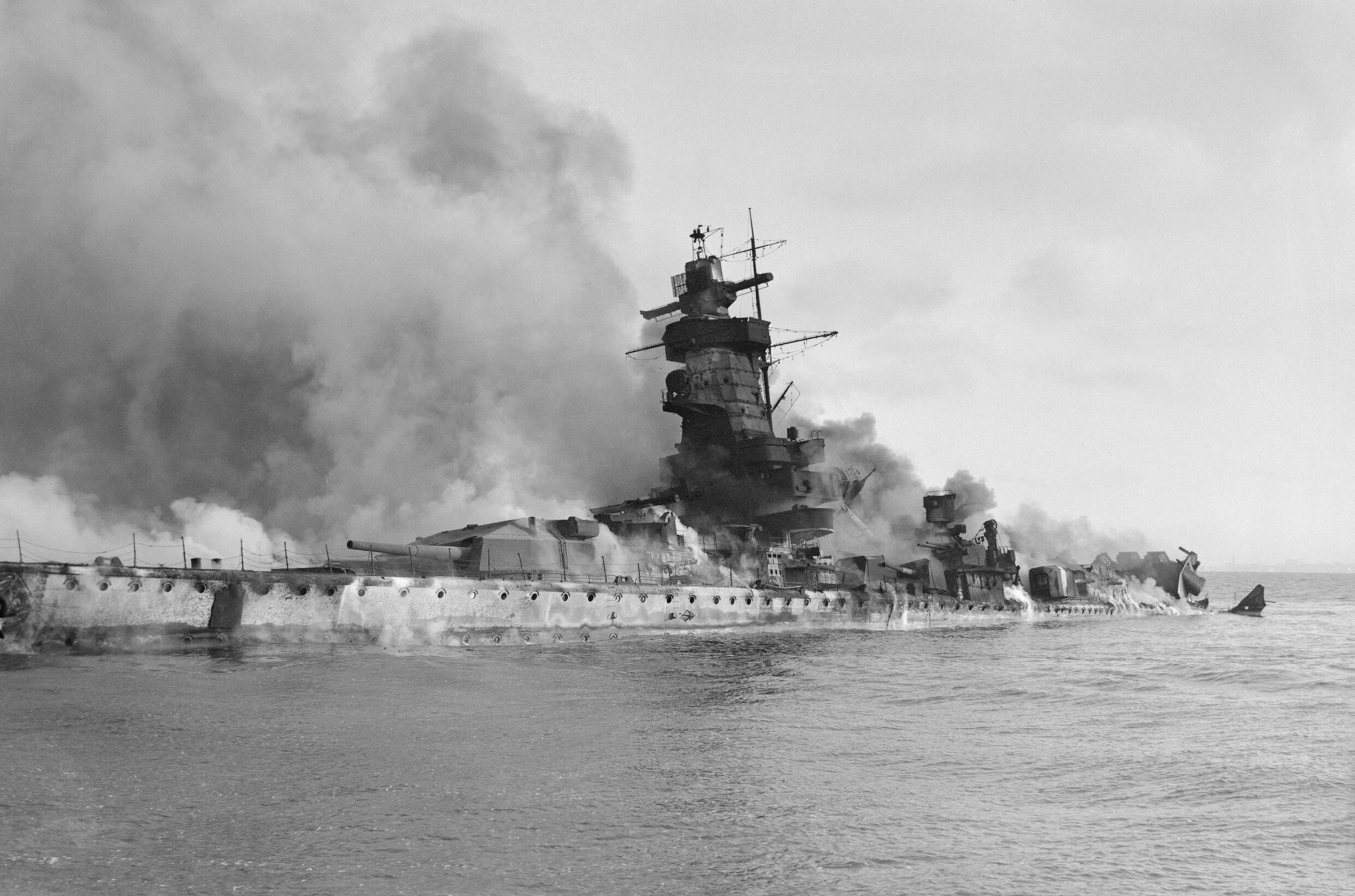
Пожежа на затопленому крейсері «Admiral Graf Spee»

Третій корабель серії у січні 1936 зачислили до складу флоту. Використовувався у час громадянської війни в Іспанії, де обстрілював місто Малага. Брав участь в Англії у міжнародному морському параді з нагоди коронації Георга VI (1937). Як перший корабель Кріґсмаріне на початку 1938 отримав радар FuMG 38G. 21 серпня 1939 вийшов з бази для патрулювання південної Атлантики. 26 серпня капітан отримав наказ атакувати ворожі кораблі. До грудня 1939 потопив в Атлантиці, Індійському океані 9 англійських кораблів. При поверненні капітан вирішив пройти вздовж узбережжя Південної Америки. 13 грудня 1939 у гирлі річки Ла-Плата зустрівся з 3 англійськими крейсерами. В результаті бою два з них отримали серйозні пошкодження. Отримані «Admiral Graf Spee» пошкодження могли ускладнити перехід через Атлантику. Капітан спрямував крейсер до Монтевідео, де їм дозволили провести 3 дні для ремонту. Англійцям вдалось поширити дезінформацію про підхід їхнього лінкора. За погодженням з командуванням 17 грудня крейсер вийшов з порту і в 19:52 був підірваний екіпажем. Корабель затонув на мілині і горів три дні.